# 4.3.2.1
《4.3.2.1》(영어: 4.3.2.1)은 영국에서 제작된 노엘 클라크와 마크 데이비스 감독의 2010년 범죄 스릴러 영화이다. 에마 로버츠, 오필리아 러비본드, 탬신 에저턴, 셔니카 워런마클런드, 커밀 커듀리, 헬렌 매크로리, 맨디 퍼팅킨 등이 출연하였고, 데이먼 브라이언트 등이 제작에 참여하였다.

## 줄거리
19살 친구 넷이 우연찮게 다이아몬드가 관련된 범죄에 휘말린다.

## 출연
- 오필리아 러비본드 - 섀넌 역
- 에마 로버츠 - 조앤 역
- 탬신 에저턴 - 커샌드라 역
- 셔니카 워런마클런드 - 케리스 역
- 애덤 디컨 - 딜런 역
- 제이컵 앤더슨 - 재스 역
- 프레디 스트로마 - 쿨 브렛 역
- 린지 코커 - 궨 역
- 플랜 B - 테리 역
- 앨런 매케나 - 존스 씨 역
- 커밀 커듀리 - 필립스 부인 역
- 숀 퍼트위 - 리처즈 씨 역
- 데이비 페어뱅크스 - 프레이저 역
- 니컬러스 브리그스 - 배리 역
- 케이트 머가원 - 리처즈 부인 역
- 헬렌 매크로리 - 존스 부인 역
- 벤 밀러 - 필립스 씨 역
- 알렉산더 시디그 - 로버트 역
- 미셸 라이언 - 켈리 역
- 이브 - 러티샤 역
- 맨디 퍼팅킨 - 제이고 러로프스키 역
- 케빈 스미스 - 빅 래리 역
- 노엘 클라크 - 티 역
- 앤드루 하우드 밀스 - 필 역
- 그레그 칠린 - 매뉴얼 역

## 기타 제작진
- 협력 제작: 요코 라이틀
- 배역: 우바시 추가니
- 의상: 앤디 블레이크